# Saint-Étienne-les-Orgues
Saint-Étienne-les-Orgues é uma comuna francesa na região administrativa da Provença-Alpes-Costa Azul, no departamento dos Alpes da Alta Provença. Estende-se por uma área de 48,42 km². Em 2010 a comuna tinha 1 355 habitantes (densidade: 28 hab./km²).